# Jus ad bellum
Le jus ad bellum (« droit à la guerre » en latin), parfois traduit par « droit de faire la guerre », désigne, en droit international, en étude des relations internationales et en éthique de la guerre, l'ensemble de critères justifiant l'engagement dans une guerre. Il s'agit donc d'une forme de définition de la guerre juste, uniquement du point de vue des raisons de démarrer une guerre, et non de la façon de la faire (jus in bello).  Le crime d'agression concerne le jus ad bellum alors que les crimes de guerre vont eux concerner le jus in bello.

## Définition
Le jus ad bellum est parfois considérée comme faisant partie des lois de la guerre, mais le terme de « lois de la guerre » peut aussi être considéré comme se référant au jus in bello, qui s'occupe de savoir si une guerre est menée de façon juste (peu importe si l'ouverture des hostilités l'a été). Le jus ad bellum fait référence aux « raisons légitimes qu'un État peut avoir de s'engager dans la guerre ». Il s'agit d'établir des critères à propos de ce qui fait une guerre juste.
L'article 51 de la Charte des Nations unies précise : « Rien dans la présente Charte ne porte atteinte au droit naturel de l'individu ou de la légitime défense collective si une attaque armée se produit contre un Membre de l'Organisation des Nations unies ».
Un accord international limitant les motifs pouvant justifier qu'un pays déclare la guerre contre un autre est concerné par le jus ad bellum. Outre les pactes bilatéraux de non-agression, le XXe siècle a vu les traités multilatéraux définir des restrictions entièrement nouvelles contre le fait d'aller à la guerre. Les trois exemples plus notables sont le Pacte Briand-Kellogg qui interdit la guerre comme instrument de politique nationale, la Charte de Londres (connu également comme la Charte de Nuremberg)  qui définit les « crimes contre la paix » comme l'une des trois grandes catégories de crime international pouvant être poursuivi après la Seconde Guerre mondiale, et la Charte des Nations unies, qui oblige les nations à tenter de résoudre leurs différends par des moyens pacifiques et nécessite l'autorisation de l'Organisation des Nations unies pour qu'une nation puisse engager toute utilisation de la force contre une autre, au-delà du droit inhérent de légitime défense contre une attaque armée.
En comparaison, les accords définissant des limites de conduite acceptable en temps de guerre sont appelées les « lois de la guerre » et sont désignés par le terme jus in bello. Ainsi, les Conventions de Genève sont des dispositions de jus in bello. Les doctrines concernant la protection des civils en temps de guerre, ou le besoin de proportionnalité lors de l'usage de la force, posent la question de la pratique de la guerre, mais les mêmes doctrines peuvent aussi éclairer la question de savoir quand il est légal (ou illégal) d'aller en guerre en premier lieu.